# Codici ICAO R

## RC - Taiwan
- RCAY Aeroporto AFB, Kangshan/Gangshan
- RCBS (Codice IATA = KNH) Aeroporto Shatou Air Force Base, Chinmem/Jinmen
- RCCM (Codice IATA = CMJ) Aeroporto civile, Chimei
- RCDC (Codice IATA = PIF) Aeroporto Air Force Base, Pingtung South/Pingdong South
- RCDI Aeroporto civile, Longtang
- RCFG Aeroporto civile, Mazu
- RCFN (Codice IATA = TTT) Aeroporto Tw-Afb, Feng Nin/Fengnian Taidong
- RCFS Aeroporto civile, Chia Tung/Jiadong
- RCFZ Aeroporto civile, Fengshan
- RCGI (Codice IATA = GNI) Aeroporto civile, Green Island/Ludao
- RCGM Aeroporto AB, Taoyuan
- RCKH (Codice IATA = KHH) Aeroporto Kaohsiung International, Kaohsiung
- RCKU (Codice IATA = CYI) Aeroporto Tw-Afb, Chiayi
- RCKW Aeroporto civile, Hengchun
- RCLC Aeroporto civile, Lui Chiu Yu/Xiao Liu Qiu
- RCLG (Codice IATA = TXG) Aeroporto DOMESTIC, Taichung/Taizhong
- RCLM Aeroporto civile, Dongsha
- RCLS (Codice IATA = LHN) Aeroporto civile, Lishan
- RCLU Aeroporto civile, Chilung/Jilong
- RCLY (Codice IATA = KYD) Aeroporto Lanyu, Orchid Island
- RCMJ Aeroporto civile, Donggang/Tungkong
- RCMQ Aeroporto Observatory, Wuchia/Chingchuakang
- RCMS Aeroporto civile, Ilan
- RCMT (Codice IATA = MZW) Aeroporto civile, Matsu
- RCNN (Codice IATA = TNN) Aeroporto DOMESTIC, Tainan
- RCNO Aeroporto civile, Dongshi/Tungshih
- RCPO Aeroporto Tw-Afb, Hsinchu/Xinzhu
- RCQC (Codice IATA = MZG) Aeroporto civile, Makung/Magong
- RCQS Aeroporto Chihhang Tw-Afb, Taidong Zhihang
- RCRA Aeroporto civile, Zouying/Tsoying
- RCSC Aeroporto civile, Fuwei/Huwei
- RCSM (Codice IATA = SMT) Aeroporto civile, Sun Moon Lake/Ri Yue Tan
- RCSQ (Codice IATA = PIF) Aeroporto civile, Pingtung North/Pingdong North
- RCSS (Codice IATA = TSA) Aeroporto SUNG SHAN, Taipei Sung Shan
- RCTP (Codice IATA = TPE) Aeroporto CHIANG KAI SHEK INTERNATIONAL, Taipei
- RCUK Aeroporto Bakuai, Pa Kuei/Parquei
- RCWA (Codice IATA = WOT) Aeroporto civile, Wonan/Wang An
- RCWK Aeroporto civile, Hsinshie/Xinshe
- RCXY Aeroporto civile, Kueijen/Guiren
- RCYU (Codice IATA = HUN) Aeroporto AB, Hualien

## RJ (anche RO) - Giappone
- RJAA (Codice IATA = NRT) Aeroporto Internazionale di Narita, New Tokyo Narita
- RJAF (Codice IATA = MMJ) Aeroporto civile, Matsumoto
- RJAH Aeroporto di Hyakuri, Omitama
- RJAI Aeroporto civile, Ichigaya
- RJAK Aeroporto e Base aerea, Kasumigaura
- RJAM Aeroporto civile, Minamitorishima
- RJAN Aeroporto civile, Niijima
- RJAO Aeroporto civile, Chichijima
- RJAT Aeroporto Fuji Ab, Takigahara
- RJAW Aeroporto civile, Iwo Jima
- RJAZ Aeroporto civile, Kōzushima
- RJBB (Codice IATA = KIX) Aeroporto internazionale del Kansai, Kansai, Osaka
- RJBD (Codice IATA = SHM) Aeroporto civile, Nanki Shirahama
- RJBE (Codice IATA = UKB) Aeroporto di Kobe, Kōbe
- RJBH Aeroporto civile, Hiroshimanishi
- RJBK Aeroporto civile, Kohnan
- RJBT (Codice IATA = TJH) Aeroporto Tajima, Toyooka
- RJCA Aeroporto e Base aerea, Asahikawa
- RJCB (Codice IATA = OBO) Aeroporto civile, Obihiro
- RJCC (Codice IATA = CTS) Aeroporto di Shin-Chitose, Sapporo
- RJCH (Codice IATA = HKD) Aeroporto civile, Hakodate
- RJCJ Base aerea della Kōkū Jieitai, Chitose
- RJCK Aeroporto civile, Kushiro
- RJCM (Codice IATA = MMB) Aeroporto civile, Memambetsu
- RJCN (Codice IATA = SHB) Aeroporto civile, Nakashibetsu
- RJCO (Codice IATA = OKD) Aeroporto Okadama, Sapporo
- RJCR (Codice IATA = RBJ) Aeroporto civile, Rebun Island
- RJCS (Codice IATA = KUH) Aeroporto Kenebetsu, Kushiro
- RJCT Base aerea della Rikujō Jieitai, Tokachi
- RJCW (Codice IATA = WKJ) Aeroporto Hokkaido Airport, Wakkanai
- RJCY Aeroporto civile, Muroran
- RJDA Aeroporto civile, Amakusa
- RJDB (Codice IATA = IKI) Aeroporto civile, Iki
- RJDC Aeroporto Honshu Island, Yamaguchi Ube
- RJDK Aeroporto civile, Kamigoto
- RJDM Aeroporto e Base aerea, Metabaru
- RJDO Aeroporto civile, Ojika Island
- RJDT (Codice IATA = TSJ) Aeroporto civile, Tsushima (Nagasaki)
- RJEB (Codice IATA = MBE) Aeroporto civile, Monbetsu
- RJEC (Codice IATA = AKJ) Aeroporto di Asahikawa, Asahikawa
- RJEO (Codice IATA = OIR) Aeroporto civile, Okushiri Island
- RJER (Codice IATA = RIS) Aeroporto civile, Rishiri Island
- RJFA Aeroporto e Base aerea, Ashiya
- RJFC (Codice IATA = KUM) Aeroporto civile, Yakushima
- RJFE (Codice IATA = FUJ) Aeroporto Gotō-Fukue, Fukue
- RJFF (Codice IATA = FUK) Aeroporto di Fukuoka, Itazuke Air Force Base, Fukuoka
- RJFG (Codice IATA = TNE) Aeroporto civile, Tanegashima
- RJFK (Codice IATA = KOJ) Aeroporto civile, Kagoshima
- RJFM (Codice IATA = KMI) Aeroporto civile, Miyazaki
- RJFN Aeroporto e Base aerea, Nyutabaru
- RJFO (Codice IATA = OIT) Aeroporto di Ōita, Ōita
- RJFR (Codice IATA = KKJ) Aeroporto di Kitakyushu, Kitakyūshū
- RJFS Aeroporto civile, Saga
- RJFT (Codice IATA = KMJ) Aeroporto civile, Kumamoto
- RJFU (Codice IATA = NGS) Aeroporto di Nagasaki, Nagasaki
- RJFW Aeroporto della United States Fleet Activities Sasebo, Base aerea della United States Navy, Sasebo
- RJFY Aeroporto e Base aerea, Kanoya
- RJFZ Aeroporto e Base aerea, Tsuiki
- RJGG (Codice IATA = NGO) Aeroporto Internazionale di Chūbu-Centrair, Nagoya
- RJKA (Codice IATA = ASJ) Aeroporto civile, Amami O Shima
- RJKB (Codice IATA = OKE) Aeroporto civile, Okinu Erabu
- RJKI Aeroporto civile, Kikaigashima/Kikai Island
- RJKN (Codice IATA = TKN) Aeroporto civile, Tokunoshima
- RJNF (Codice IATA = FKJ) Aeroporto civile, Fukui
- RJNA (Codice IATA = NKM) Aeroporto civile, Nagoya
- RJNG Aeroporto e Base aerea, Gifu
- RJNH Aeroporto e Base aerea, Hamamatsu
- RJNK (Codice IATA = KMQ) Aeroporto Kanazawa, Komatsu
- RJNO (Codice IATA = OKI) Aeroporto civile, Oki Island
- RJNT (Codice IATA = TOY) Aeroporto civile, Toyama
- RJNY Aeroporto Shizuhama AB, Yaizu
- RJOA (Codice IATA = HIJ) Aeroporto civile, Hiroshima
- RJOB (Codice IATA = OKJ) Aeroporto civile, Okayama
- RJOC (Codice IATA = IZO) Aeroporto civile, Izumo
- RJOE Aeroporto e Base aerea, Akeno
- RJOF Aeroporto e Base aerea, Hōfu
- RJOH Aeroporto e Base aerea, Miho
- RJOI Marine Corps Air Station, Iwakuni
- RJOK (Codice IATA = KCZ) Aeroporto civile, Kōchi
- RJOM (Codice IATA = MYJ) Aeroporto civile, Matsuyama
- RJOO (Codice IATA = ITM) Aeroporto Internazionale di Osaka, Osaka
- RJOP (Codice IATA = KMQ) Aeroporto e Base aerea, Komatsujima
- RJOR (Codice IATA = TTJ) Aeroporto civile, Tottori
- RJOS (Codice IATA = TKS) Aeroporto e Base aerea, Tokushima
- RJOT (Codice IATA = TAK) Aeroporto civile, Takamatsu
- RJOW (Codice IATA = IWJ) Aeroporto civile, Iwami
- RJOY Aeroporto di Yao, Osaka
- RJOZ Aeroporto e Base aerea, Ozuki
- RJSA (Codice IATA = AOJ) Aeroporto di Aomori, Aomori
- RJSC (Codice IATA = GAJ) Aeroporto di Yamagata, Higashine, prefettura di Yamagata
- RJSD (Codice IATA = SDS) Aeroporto civile, Sado Shima
- RJSF (Codice IATA = FKS) Aeroporto civile, Fukushima
- RJSH (Codice IATA = HHE) Aeroporto e Base aerea, Hachinohe
- RJSI (Codice IATA = HNA) Aeroporto HANAMAKI, Morioka
- RJSK (Codice IATA = AXT) Aeroporto di Akita, Akita
- RJSM (Codice IATA = MSJ) Misawa Air Base, Misawa
- RJSN (Codice IATA = KIJ) Aeroporto di Niigata, Niigata
- RJSO Aeroporto e Base aerea, Ominato
- RJSR Aeroporto civile, Odate Noshiro
- RJSS (Codice IATA = SDJ) Aeroporto di Sendai, Sendai
- RJST Aeroporto e Base aerea, Matsushima
- RJSU Aeroporto e Base aerea, Kasuminome
- RJSY (Codice IATA = SYO) Aeroporto civile, Shōnai
- RJTA United States Naval Air Station, Atsugi
- RJTC Aeroporto di Tachikawa, Tachikawa
- RJTD (Codice IATA = HND) Haneda, Tokyo
- RJTE Aeroporto e Base aerea, Tateyama
- RJTF Aeroporto di Chōfu, Tokyo
- RJTH (Codice IATA = HAC) Aeroporto civile, Hachijo Jima
- RJTI Eliporto di Tokyo, Chōfu, area metropolitana di Tokyo
- RJTJ Aeroporto e Base aerea, Iruma
- RJTK Aeroporto e Base aerea, Kisarazu
- RJTL Aeroporto e Base aerea, Shimofusa
- RJTO (Codice IATA = OIM) Aeroporto di Oshima, Oshima Island
- RJTQ (Codice IATA = MYE) Aeroporto civile, Miyake Jima
- RJTR Aeroporto di Kastner, Zama
- RJTT (Codice IATA = HND) Aeroporto Internazionale di Tokyo, Tokyo
- RJTU Aeroporto e Base aerea, Utsunomiya
- RJTW Aeroporto civile, Zama
- RJTX Aeroporto Fwf, Yokosuka
- RJTY (Codice IATA = OKO) Yokota Air Base
- RJTZ Aeroporto civile, Fuchu

## RK - Corea del Sud
- RKJA Aeroporto civile, Chonnam
- RKJB Aeroporto civile, Muan Untl
- RKJG Aeroporto civile, Gochang
- RKJJ (Codice IATA = KWJ) Aeroporto Kwangju Ab, Kwangju
- RKJK (Codice IATA = KUV) Aeroporto Kunsan Ab, Kunsan
- RKJM (Codice IATA = MPK) Aeroporto civile, Mokpo
- RKJU Aeroporto civile, Jhunju
- RKJY (Codice IATA = RSU) Aeroporto civile, Yosu/Yeosu
- RKMA Aeroporto civile, Hyouunrhi
- RKMB Aeroporto civile, Hongchon
- RKMH Aeroporto civile, Hwachon
- RKMS Aeroporto civile, Sinbuk
- RKMY Aeroporto civile, Sonyang
- RKNC Aeroporto AB, Chunchon
- RKND (Codice IATA = SHO) Aeroporto civile, Sokcho
- RKNF Aeroporto civile, Whang Ryeong
- RKNH Aeroporto AB, Hoengsong/Heongsung
- RKNI Aeroporto civile, Injae
- RKNK Aeroporto civile, Kwandaeri
- RKNN (Codice IATA = KAG) Aeroporto Kangnung Ab, Kangnung
- RKNO Aeroporto civile, Keo Jin
- RKNR Aeroporto civile, Kotar Range
- RKNS (Codice IATA = SUK) Aeroporto civile, Samchok
- RKNW Aeroporto civile, Wonju
- RKNY Aeroporto Yang Yang Intl, Yangku
- RKPC (Codice IATA = CJU) Aeroporto Internazionale di Jeju, Cheju
- RKPD Aeroporto civile, Jungsuk
- RKPE (Codice IATA = CHF) Aeroporto civile, Chinhae
- RKPK (Codice IATA = PUS) Aeroporto KIMHAE INTERNATIONAL, Busan
- RKPM Aeroporto Mosulpo Ab, Cheju
- RKPP Aeroporto civile, Busan
- RKPS Aeroporto AB, Sach'on
- RKPU (Codice IATA = USN) Aeroporto civile, Ulsan
- RKRA Aeroporto civile, Kanaprhi
- RKRB Aeroporto civile, Ilsandong
- RKRC Aeroporto civile, Choilrhi
- RKRD Aeroporto civile, Deokso
- RKRG Aeroporto civile, Yangpyoung
- RKRI Aeroporto civile, Idong
- RKRK Aeroporto civile, Kapyoung
- RKRN Aeroporto civile, Icheon
- RKRO Aeroporto civile, Pocheon
- RKRP Aeroporto civile, Paju
- RKRS Aeroporto civile, Susaek
- RKRY Aeroporto civile, Yongin
- RKSA Aeroporto civile, Ascom City
- RKSB Aeroporto Tonghae Radar Site, Uijeongbu
- RKSC Aeroporto civile, Sv Ri San/Cheongokri
- RKSD Aeroporto civile, Maesanri/Palan
- RKSE Aeroporto civile, Paekryoungdo Beach
- RKSF Aeroporto Yongdungp'O Rokaf Wc, Seul
- RKSG Aeroporto AB, Pyongtaek
- RKSH Aeroporto Command Post Tango, Duksong
- RKSI Aeroporto civile, Inchon Intl
- RKSJ Aeroporto Jamsil Heli, Taesong-San
- RKSK Aeroporto civile, Susaek
- RKSL Aeroporto civile, Seul
- RKSM (Codice IATA = SSN) Aeroporto Sinchorni Ab, Seul Est
- RKSN Aeroporto civile, Kuni
- RKSO Aeroporto Osan Air Base, Osan
- RKSP Aeroporto AB/Paekryoungdo Site, Paengnyongdo
- RKSQ Aeroporto civile, Yeonpyeungdo
- RKSR Aeroporto civile, Yeongdongri
- RKSS (Codice IATA = SEL) Aeroporto Kimpo International, Seul
- RKST Aeroporto Tongduch, Camp Casey
- RKSU Aeroporto civile, Yeoju Range
- RKSV Aeroporto civile, Pyoripsan
- RKSW (Codice IATA = SWU) Aeroporto AB, Suwon
- RKSX Aeroporto Camp Stanley/H-, Song San-Ri
- RKSY Aeroporto YONGSAN/H- HP, Seul
- RKTA Aeroporto civile, Andong
- RKTB Aeroporto civile, Paekado
- RKTC (Codice IATA = HIN) Aeroporto civile, Chungju
- RKTD Aeroporto AFB, Taejon
- RKTE Aeroporto AB, Songmu
- RKTF Aeroporto civile, Taejon
- RKTG Aeroporto civile, Camp Walker H
- RKTH (Codice IATA = KPO) Aeroporto civile, Pohang
- RKTI Aeroporto AB, Jung Won/Choongwon
- RKTJ Aeroporto civile, Kyungju
- RKTL Aeroporto civile, Uljin
- RKTM Aeroporto AB, Mangilsan
- RKTN (Codice IATA = TAE) Aeroporto AB, Taegu
- RKTP Aeroporto Seosan, Hae Mi
- RKTS Aeroporto civile, Sangju
- RKTT (Codice IATA = TAE) Aeroporto civile, Taegu
- RKTU (Codice IATA = CHN) Aeroporto AB, Chŏngju
- RKTV Aeroporto civile, Chungju
- RKTW Aeroporto civile, Woong Cheon
- RKTY (Codice IATA = YEC) Aeroporto civile, Yechon
- RKUC Aeroporto civile, Chochiwon
- RKUK Aeroporto civile, Keumwang
- RKUL Aeroporto civile, Nonsan
- RKUY Aeroporto civile, Youngchon
- RKXX Aeroporto civile, Nightmare Range

## RO (anche RJ) - Giappone
- ROAH (Codice IATA = OKA) Aeroporto di Naha, Naha
- RODE (Codice IATA = IEJ) Aeroporto US Air Force Base, Iejima Auxiliary
- RODN (Codice IATA = DNA) Aeroporto Air Base, Kadena
- ROHF Aeroporto U. S. Army Airfield, Hamby
- ROIG (Codice IATA = ISG) Aeroporto civile, Ishigaki
- ROKJ (Codice IATA = UEO) Aeroporto civile, Kume Jima
- ROKR Aeroporto civile, Kerama
- ROKW Aeroporto civile, Yomitan
- ROMD (Codice IATA = MMD) Aeroporto civile, Minami Daito Jima
- ROMY (Codice IATA = MMY) Aeroporto civile, Miyako Jima
- RORA (Codice IATA = AGJ) Aeroporto civile, Aguni - Ryukyu Island
- RORE Aeroporto civile, Iejima
- RORH (Codice IATA = HTR) Aeroporto civile, Hateruma
- RORK (Codice IATA = KTD) Aeroporto Daito, Kita Daito
- RORS (Codice IATA = SHI) Aeroporto civile, Shimoji-Shima Island
- RORT (Codice IATA = TRA) Aeroporto civile, Taramajima
- RORY (Codice IATA = RNJ) Aeroporto civile, Yoron Jima
- ROTM Aeroporto Marine Corps Air Facility, Futenma
- ROYN (Codice IATA = OGN) Aeroporto civile, Yonaguni Jima

## RP - Filippine
- RPLB (Codice IATA = SFS) Aeroporto Weather Station, Aeroporto di Subic Bay
- RPLC Aeroporto civile, Aeroporto di Clark
- RPLI (Codice IATA = LAO) Aeroporto civile, Aeroporto Internazionale di Laoag, Laoag
- RPLJ Aeroporto civile, Jomalig
- RPLL (Codice IATA = MNL) Aeroporto Internazionale Ninoy Aquino, Manila
- RPLN Aeroporto civile, Palanan
- RPLP Aeroporto civile, Aeroporto di Legazpi
- RPLQ Aeroporto civile, Tarlac
- RPLS Aeroporto civile, Sangley Point
- RPLT Aeroporto civile, Itbayat
- RPLU Aeroporto civile, Lubang
- RPLV Aeroporto civile, Fort Magsaysay
- RPLW Aeroporto civile, Poro Point
- RPLX Aeroporto civile, Corregidor
- RPLY Aeroporto civile, Alabat
- RPLZ Aeroporto civile, Sorsogon
- RPMA Aeroporto civile, Surallah
- RPMB Aeroporto General Santos, Cubi Nas-Bataan
- RPMC (Codice IATA = CEB) Aeroporto Internazionale di Lapu-Lapu - Mactan, Lapu-Lapu
- RPMD (Codice IATA = DVO) Aeroporto MATI/Aeroporto internazionale Francisco Bangoy, Davao
- RPME Aeroporto civile, Aeroporto di Butuan, Butuan
- RPMF Aeroporto civile, Bislig
- RPMG (Codice IATA = DPL) Aeroporto di Dipolog, Dipolog
- RPMH Aeroporto civile, Camiguin
- RPMI Aeroporto civile, Iligan
- RPMJ Aeroporto civile, Jolo
- RPMK Aeroporto AB, Clark/Pampanga
- RPML Aeroporto civile, Laoag International
- RPMP (Codice IATA = LGP) Aeroporto Albay, Legaspi
- RPMR Aeroporto civile, Romblon
- RPMS (Codice IATA = SGL) Aeroporto Cavite, Sangley Point
- RPMT Aeroporto civile, Lapu-Lapu Mactan International Airport
- RPMT (Codice IATA = NOP) Aeroporto civile, Mactan Island
- RPMZ (Codice IATA = ZAM) Aeroporto internazionale di Zamboanga, Zamboanga
- RPUA Aeroporto civile, Aparri
- RPUB (Codice IATA = BAG) Aeroporto civile, Baguio Nueva Viscaya
- RPUC Aeroporto civile, Cabanatuan
- RPUD (Codice IATA = DTE) Aeroporto civile, Daet
- RPUE Aeroporto civile, Lucena
- RPUF Aeroporto civile, Floridablanca-Pampanga
- RPUF Aeroporto civile, Basa Ab
- RPUG Aeroporto civile, Lingayen-Pangasinan
- RPUH (Codice IATA = SJI) Aeroporto di San Jose (Mindoro)
- RPUI Aeroporto civile, Iba
- RPUJ Aeroporto civile, Castillejos-Zambales
- RPUK Aeroporto civile, Calapan
- RPUL Aeroporto civile, Lipa Fernando Air Force Base
- RPUM (Codice IATA = MBO) Aeroporto civile, Mamburao
- RPUN (Codice IATA = WNP) Aeroporto Camarines Sur, Nāga/Luzon Island
- RPUO (Codice IATA = BSO) Aeroporto civile, Basco
- RPUP Aeroporto civile, Jose Panganiban
- RPUQ Aeroporto Ilocos Sur, Vigan
- RPUR (Codice IATA = BQA) Aeroporto civile, Baler Benguet
- RPUS (Codice IATA = SFE) Aeroporto La Union, San Fernando
- RPUT (Codice IATA = TUG) Aeroporto civile, Tuguegarao
- RPUT Aeroporto civile, Tuktoyaktuk Airport
- RPUU Aeroporto civile, Bulan-Sorsogon
- RPUV (Codice IATA = VRC) Aeroporto Catanduanes, Virac
- RPUW (Codice IATA = MRQ) Aeroporto Gasan, Marinduque Island
- RPUX Aeroporto civile, Plaridel-Bulacan
- RPUY (Codice IATA = CYZ) Aeroporto Isabela, Cauayan
- RPUZ Aeroporto civile, Bagabag-Nueva Viscaya
- RPVA (Codice IATA = TAC) Aeroporto civile, Aeroporto di Tacloban-Daniel Z. Romualdez, Tacoblan
- RPVA Aeroporto civile, Tacna Coronel Carlos Ciriani Santa Rosa
- RPVB (Codice IATA = BCD) Aeroporto civile, Aeroporto di Bacolod
- RPVC (Codice IATA = CYP) Aeroporto civile, Calbayog
- RPVD (Codice IATA = DGT) Aeroporto di Dumaguete-Sibulan, Dumaguete
- RPVE (Codice IATA = MPH) Aeroporto di Caticlan, Malay
- RPVF (Codice IATA = CRM) Aeroporto Northern Samar, Catarman
- RPVG Aeroporto civile, Guiuan
- RPVH Aeroporto civile, Hilongos-Leyte Del Norte
- RPVI (Codice IATA = ILO) Aeroporto di Iloilo, Iloilo
- RPVK (Codice IATA = KLO) Aeroporto di Kalibo, Kalibo
- RPVL Aeroporto civile, Aeroporto di Roxas, Roxas (Capiz)
- RPVM Aeroporto civile, Masbate
- RPVM (Codice IATA = MBT) Aeroporto civile, Masbate
- RPVN Aeroporto civile, Medellin-Cebu
- RPVO (Codice IATA = OMC) Aeroporto Leyte, Ormoc Ormoc City
- RPVP (Codice IATA = PPS) Aeroporto di Puerto Princesa, Puerto Princesa
- RPVR (Codice IATA = RXS) Aeroporto Capiz, Roxas
- RPVS Aeroporto civile, Aeroporto di San Jose (Mindoro), San Jose (Mindoro Occidentale)
- RPVT (Codice IATA = TAG) Aeroporto civile, Tagbilaran
- RPWA Aeroporto civile, Surallah
- RPWB (Codice IATA = GES) Aeroporto General Santos, Buayan/cotabato South
- RPWC (Codice IATA = CBO) Aeroporto civile, Cotabato
- RPWE (Codice IATA = BXU) Aeroporto Agusan, Butuan
- RPWG (Codice IATA = DPL) Aeroporto civile, Dipolog
- RPWI (Codice IATA = OZC) Aeroporto civile, Ozamis City Labo
- RPWJ (Codice IATA = JOL) Aeroporto Sulu, Jolo
- RPWK Aeroporto civile, Taegu
- RPWL (Codice IATA = CGY) Aeroporto civile, Cagayan de Oro
- RPWM (Codice IATA = MLP) Aeroporto MALAO DEL SUR, Malabang
- RPWN Aeroporto civile, Bongao/sulu-Sanga Sanga
- RPWP (Codice IATA = PAG) Aeroporto civile, Pagadian Zamboanga Del Sur
- RPWS (Codice IATA = SUG) Aeroporto civile, Surigao Del Norte
- RPWT Aeroporto BUKIDNON, Del Monte-Pukidnon
- RPWV Aeroporto civile, Buenavista/agusan
- RPWW Aeroporto SURIGAO DEL SUR, Tandag
- RPWX Aeroporto LANAO DEL NORTE, Ilgan
- RPWY Aeroporto BUKIDON, Malaybalay
- RPWZ (Codice IATA = BPH) Aeroporto SURIGAO DEL SUR, Bislig
- RPXC Aeroporto CROW VALLEY, Tarlac
- RPXG (Codice IATA = LBX) Aeroporto OCCIDENTAL MINDORO, Lubang
- RPXI Aeroporto BATANES, Itbayat
- RPXJ Aeroporto QUEZON, Jomalig
- RPXM Aeroporto civile, Fort Magsaysay-Nueva Ecija
- RPXP Aeroporto civile, Poro Point-La Union
- RPXR Aeroporto civile, Corregidor-Cavite
- RPXT Aeroporto civile, Alabat
- RPXU Aeroporto civile, Sorsogon